# Theodor Bach (Politiker)
Wilhelm Theodor Christian Philipp Ludwig Bach (* 23. September 1879 in Dotzheim; † 9. Februar 1945 im Konzentrationslager Dachau) war ein deutscher Politiker und Abgeordneter im Provinziallandtag Hessen-Nassau.

## Leben
Wilhelm Theodor Christian Philipp Ludwig Bach wurde als Sohn des Heinrich Bach und dessen Gemahlin Wilhelmine Christmann geboren. Er war evangelischer Konfession und trat später aus der Kirche aus. Er war mit Bertha geborene Weber verheiratet. Nach der Schulausbildung erlernte er den Beruf des Malers. Er wurde Mitglied der SPD und trat 1908 und 1910 für diese erfolglos bei der Kommunalwahl in der damals selbstständigen Gemeinde Dotzheim an. 
Als Teilnehmer am Ersten Weltkrieg wurde er schwer verwundet und trat 1917 oder 1918 in die Unabhängige Sozialdemokratische Partei Deutschlands (USPD) ein und war ab Dezember 1918 deren Ortsvereinsvorsitzender in Dotzheim. Bevor er 1919 Vorsitzender des Gewerkschaftskartells in Dotzheim wurde, hatte er sich im revolutionären Arbeiter- und Bauernrat engagiert. 1921 kam er in den Kreistag des Landkreises Wiesbaden und war von (seit der Eingemeindung Dotzheims nach Wiesbaden) 1928 bis 1933 Wiesbadener Stadtverordneter. Er gehörte in der Weimarer Republik zu den entschiedenen Gegnern der SPD und lehnte jede Zusammenarbeit mit den "Regierungssozialisten" ab. Seit 1920/21 arbeitete er als Telefonist und betrieb ab Mitte der 1920er Jahre eine Obst- und Gemüsehandelung.
In den Jahren 1926 bis 1932 war er Mitglied des Nassauischen Kommunallandtages für den Regierungsbezirk Wiesbaden und zugleich Vertreter im Provinziallandtag Hessen-Nassau. Als Mitglied der Kommunistischen Partei Deutschlands (KPD) hatte er einen Sitz im sozialpolitischen Ausschuss sowie im Wahlprüfungsausschuss. 1933, im Jahr der Machtergreifung durch die Nationalsozialisten, wurde Bach mehrfach wegen seiner politischen Aktivitäten verhaftet und musste sein Obst- und Gemüsegeschäft schließen. Von 1937 ab bestritt er seinen Lebensunterhalt als Invalidenrentner. Nach dem Attentat vom 20. Juli 1944 wurde Bach verhaftet und in das KZ Dachau gebracht. Hier verstarb er am 9. Februar 1945.